# Івановська область
Івáновська óбласть (рос. Ива́новская о́бласть) — адміністративно-територіальна одиниця в європейській частині Росії, суб'єкт Російської Федерації в складі Центрального федерального округу, обласний центр — місто Іваново.

## Географія
Розташована в центрі європейської частини Росії. Більша частина області лежить у межиріччя Волги й Клязьми. Площа — 21 437 км² (одна з найменших областей Росії, більше тільки Калінінградської). Межує із Владимирською, Нижньогородською, Костромською і Ярославською областями. Головна річка — Волга. Відстань від Іваново до Москви — 318 км.

## Демографія
Населення 1114,9 тис. осіб (2005). Густота населення: 51,1 ос/км² (2005), питома вага міського населення: 80,5 % (2005).
| Народ                                          | чисельність в 2002 році, тис (* [Архівовано 24 січня 2012 у WebCite]) |
| ---------------------------------------------- | --------------------------------------------------------------------- |
| Росіяни                                        | 1075,8                                                                |
| Українці                                       | 10,6                                                                  |
| Татари                                         | 8,2                                                                   |
| Вірмени                                        | 4,0                                                                   |
| Білоруси                                       | 3,5                                                                   |
| Азербайджанці                                  | 3,2                                                                   |
| Цигани                                         | 2,0                                                                   |
| Мордва                                         | 1,9                                                                   |
| Чуваші                                         | 1,6                                                                   |
| Молдовани                                      | 1,2                                                                   |
| показані народи з чисельністю більше 1000 осіб |                                                                       |

## Адміністративний поділ

Івановська область у 1960

До складу області входять 22 райони, 4 міські райони (у м. Іваново — Ленінський, Советський, Октябрський, Фрунзенский), 6 міст обласного підпорядкування, 11 міст районного підпорядкування й 31 робітне село.
Міські округи
- Іваново
- Вічуга
- Кінешма
- Кохма
- Тейково
- Шуя

Райони
- Верхнєландеховський район
- Вічузький район
- Гаврилово-Посадський район
- Заволзький район
- Івановський район
- Іллінський район
- Кінешемський район
- Комсомольський район
- Лежневський район
- Лухський район
- Палехський район
- Пестяковський район
- Приволзький район
- Пучезький район
- Родніковський район
- Савінський район
- Тейковський район
- Фурмановський район
- Шуйський район
- Юзький район
- Юр'євецький район